# 구즈하역
구즈하역(일본어: 樟葉駅)은 일본 오사카부 히라카타시에 위치한 게이한 전기철도 게이한 본선의 역이다. 역 번호는 KH24이다.

## 역 구조
대피 설비를 가지는 섬식 승강장 2면 4선의 고가역이다. 개찰구와 대합실은 1층, 승강장은 2층에 있다. 개찰구는 1군데 있고, 요도 강의 반대쪽에 역사 입구가 있다.

### 승강장
| 번호 | 노선          | 방향 | 행선                                               |
| ---- | ------------- | ---- | -------------------------------------------------- |
| 1・2 | ■ 게이한 본선 | 상행 | 주쇼지마・산조・데마치야나기 방면                  |
| 3・4 | ■ 게이한 본선 | 하행 | 히라카타시・교바시・요도야바시・나카노시마 선 방면 |

외측 2선(1,4번 선)이 주로 본선, 내측 2선(2,3번 선)가 대피선으로 어떠한 승강장에서도 8량 편성 정차가 가능하다. 3번 선은 오사카 방향으로 진입 가능하다. 회송 열차용의 인상선도 있다.

## 이용 현황
| 연도별 1일 평균 하차 승차 인원 | 연도별 1일 평균 하차 승차 인원 | 연도별 1일 평균 하차 승차 인원 | 연도별 1일 평균 하차 승차 인원 |
| 연도                           | 특정일                         | 특정일                         | 특정일                         |
| 연도                           | 조사일                         | 하차 인원                      | 승차 인원                      |
| ------------------------------ | ------------------------------ | ------------------------------ | ------------------------------ |
| 1990년                         | 11/6                           | 72,982                         | 37,074                         |
| 1991년                         | -                              | -                              | -                              |
| 1992년                         | 11/10                          | 73,916                         | 37,424                         |
| 1993년                         | -                              | -                              | -                              |
| 1994년                         | -                              | -                              | -                              |
| 1995년                         | 11/21                          | 70,758                         | 35,989                         |
| 1996년                         | -                              | -                              | -                              |
| 1997년                         | -                              | -                              | -                              |
| 1998년                         | 11/10                          | 66,100                         | 32,946                         |
| 1999년                         | -                              | -                              | -                              |
| 2000년                         | 11/7                           | 63,845                         | 32,249                         |
| 2001년                         | -                              | -                              | -                              |
| 2002년                         | 12/10                          | 61,411                         | 30,953                         |
| 2003년                         | 10/28                          | 61,268                         | 30,747                         |
| 2004년                         | 11/9                           | 60,504                         | 30,404                         |
| 2005년                         | 11/8                           | 64,722                         | 32,396                         |
| 2006년                         | 11/7                           | 62,412                         | 31,189                         |
| 2007년                         | 11/13                          | 61,802                         | 30,876                         |
| 2008년                         | 11/11                          | 61,823                         | 30,895                         |
| 2009년                         | 11/10                          | 59,970                         | 29,865                         |
| 2010년                         | 11/9                           | 59,511                         | 29,755                         |
| 2011년                         | 11/1                           | 60,051                         | 29,858                         |
| 2012년                         | 10/31                          | 58,328                         | 29,021                         |
| 2013년                         | 11/12                          | 57,548                         | 28,629                         |
| 2014년                         | 11/11                          | 61,086                         | 30,486                         |
| 2015년                         | 11/10                          | 61,194                         | 30,594                         |

## 역 주변
- 히라카타 시청 북부 지소
- 구즈하 몰
  - 게이한 백화점 구즈하 몰 점
- 간사이 의과 대학 구즈하 학사
- 히라카타 시청 북부 지소
- 히라카타 시립 도서관
- 오사카 정보 대학 정보 과학부
- 셋쓰난 대학 히라카타 캠퍼스
- 오사카 치과 대학 구즈하 학사
- 구즈하 중앙 공원

## 사진

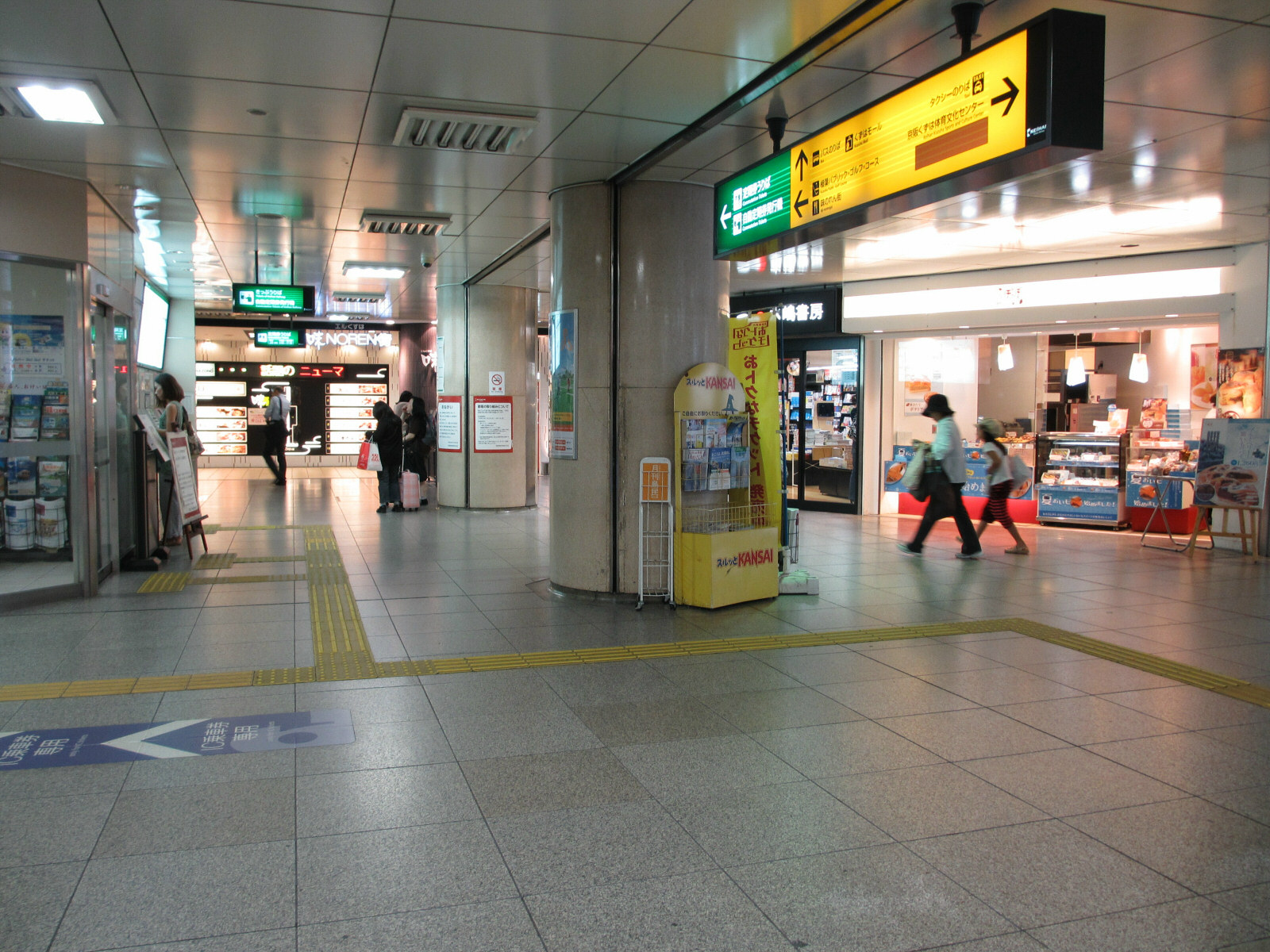
대합실
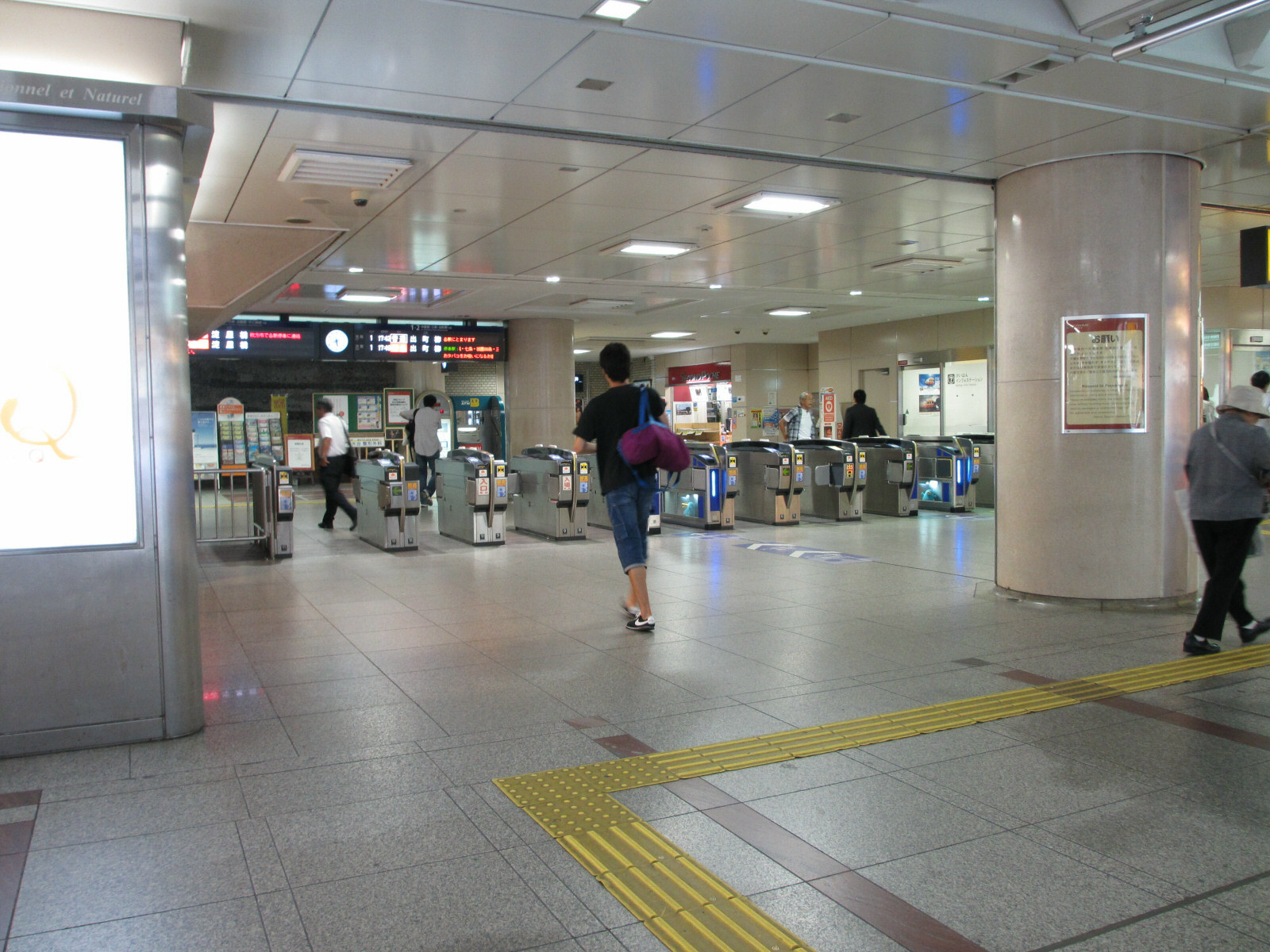
개찰구
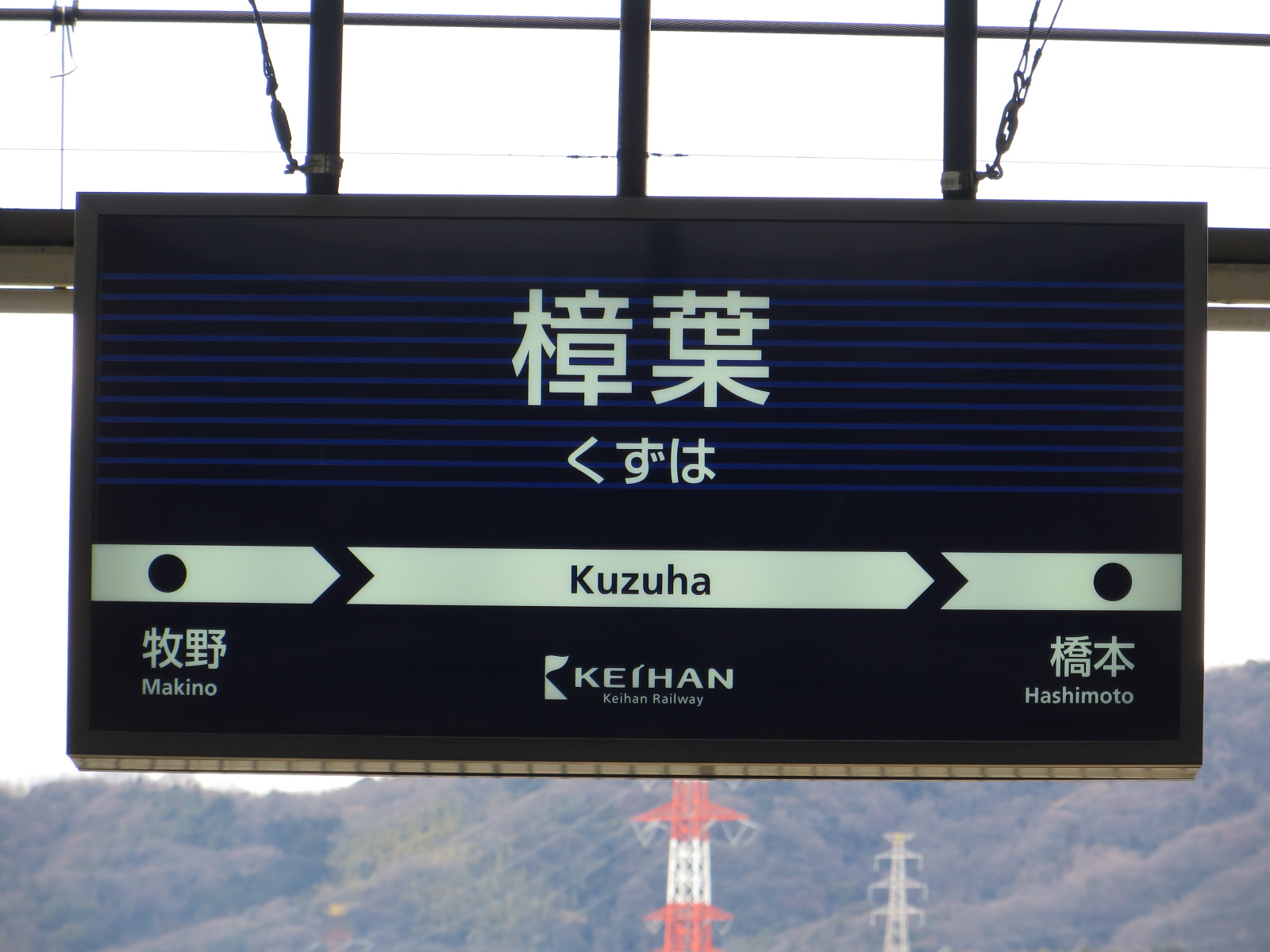
역명판

## 인접역
| 게이한 전기철도 ■ 게이한 본선   | 게이한 전기철도 ■ 게이한 본선                  | 게이한 전기철도 ■ 게이한 본선   |
| ------------------------------- | ---------------------------------------------- | ------------------------------- |
| KH04 교바시 교바시 방면         | □ 라이너 (평일 하행만)                         | 시·종착역                       |
| KH21 히라카타시 요도야바시 방면 | ■ 특급 ■ 통근 쾌속 (평일 하행만) ■ 쾌속 급행   | 주쇼지마 KH28 데마치야나기 방면 |
| KH21 히라카타시 요도야바시 방면 | ■ 심야 급행 (상행 운전)                        | 시·종착역                       |
| KH21 히라카타시 요도야바시 방면 | ■ 급행                                         | 야와타시 KH26 데마치야나기 방면 |
| KH23 마키노 요도야바시 방면     | ■ 통근 준특급 (평일 하행 운전) ■ 준특급 ■ 보통 | 하시모토 KH25 데마치야나기 방면 |
| KH23 마키노 요도야바시 방면     | ■ 구간급행(도착용)                             | 시·종착역                       |